# Любєєв
Любєєв (пол. Lubiejew) — село в Польщі, у гміні Сохачев Сохачевського повіту Мазовецького воєводства.
Населення — 148 осіб (2011).
У 1975-1998 роках село належало до Скерневицького воєводства.

## Демографія
Демографічна структура станом на 31 березня 2011 року:
|          | Загалом | Допрацездатний вік | Працездатний вік | Постпрацездатний вік |
| -------- | ------- | ------------------ | ---------------- | -------------------- |
| Чоловіки | 77      | 16                 | 53               | 8                    |
| Жінки    | 71      | 13                 | 41               | 17                   |
| Разом    | 148     | 29                 | 94               | 25                   |